# 1307 w polityce

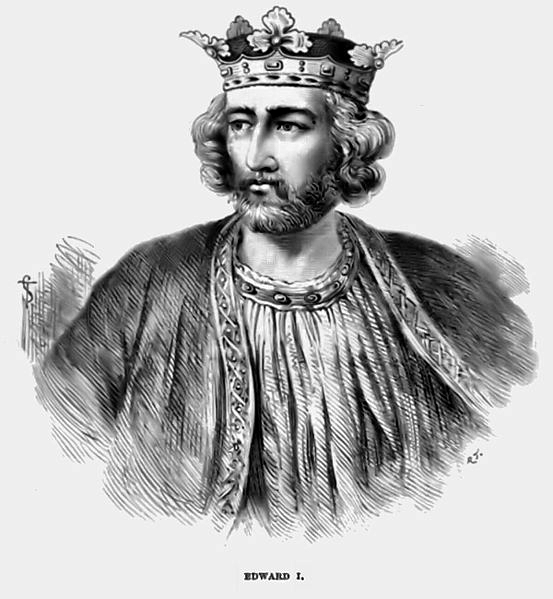
Edward I Długonogi

Wydarzenia polityczne w 1307 roku.

## Wydarzenia
- Aresztowanie wielu templariuszy i konfiskata majątków zakonu[1].
- Edward II został królem Anglii[2].

## Zmarli
- 7 lipca Edward I Długonogi, król Anglii[3].
- Rudolf III Habsburg, pretendent do tronu czeskiego[2].